# Norra Furuholmen (vid Högsåra, Kimitoön)
Norra Furuholmen är en ö i Finland. Den ligger i Skärgårdshavet och i kommunen Kimitoön i den ekonomiska regionen  Åboland i landskapet Egentliga Finland, i den sydvästra delen av landet. Ön ligger omkring 54 kilometer söder om Åbo och omkring 140 kilometer väster om Helsingfors.
Öns area är 3 hektar och dess största längd är 370 meter i nord-sydlig riktning. Ön höjer sig omkring 10 meter över havsytan. I omgivningarna runt Norra Furuholmen växer i huvudsak barrskog.